# De klonters
Tom Poes en de klonters of kortweg De klonters is 67ste verhaal uit de Bommelsaga, geschreven en getekend door Marten Toonder. Het thema is een menswaardig bestaan

## Samenvatting
Tom Poes wordt omstreeks middernacht uit zijn bed gebeld door een vreemd wezentje met een klonterachtige gedaante. Dit wezentje heeft een reclameachtig drukwerkje in Tom Poes' brievenbus afgeleverd met de tekst: "Bel op: 9595 en het komt in orde". De volgende morgen blijkt op kasteel Bommelstein eenzelfde pakketje te zijn bezorgd. Heer Bommel, die nog een paar klusjes op het kasteel wil laten klaren, besluit dit nummer te bellen.
Al snel verschijnen er drie zwijgzame bouwvakkers, die zich tijdens een regenbui weer uit de voeten maken. Tom Poes volgt hun spoor en belandt bij een laboratorium van professor Joachim Sickbock, die bezig blijkt te zijn met uit klei klonterachtige robots te vervaardigen die de wensen van de Rommeldammers zouden moeten inwilligen. Het hele verhaal door probeert Tom Poes te ontdekken wat voor slecht plan Sickbock in gedachten heeft.
Bijna alle Rommeldammers schaffen vervolgens deze klonters aan, om hen hun eigen werk te laten doen en zelfs het hele denkwerk over te nemen. Ook Heer Bommel neemt er een in huis, om “Heer” te wezen. De overheid heeft de klonters intussen ook al ingezet als soldaten en burgemeester Dickerdack stelt ze te werk als eenvoudige ambtenaren. Argus, Dickerdack, Bulle Bas, Tom Poes en Wammes Waggel zijn de enige Rommeldammers die nog geen klonter hebben, die hun denkwerk overneemt. Kruidenier Garmt Grootgrut schaft zichzelf in 1955 reeds een televisietoestel aan. Hij heeft nu tijd om te kijken dankzij een bezorgende klonter. Professor Sickbock laat de journalist Argus opschrijven dat hij de klonters belangeloos heeft ontworpen en gemaakt om de burgers van Rommeldam een menswaardig bestaan te verschaffen. Zelfs de voetbalwedstrijd R.F.C. tegen de Stuipendrechtse Boys wordt nu door klonters gespeeld. Klonters kunnen zelf niet denken en daarom moeten zij doorgaan met het denkwerk van anderen. Zo wordt hun een menswaardig bestaan onthouden.
Maar de burgemeester en de commissaris willen daarom ook het denkwerk laten overnemen door klonters. Professor Sickbock is maar al te gaarne bereid een demonstratie te geven van zijn nieuw ontworpen stalen superbrein. Deze denkmachine laat bij een kleine proefneming zien zowel de parkeeroverlast als de huisvestingsproblematiek te kunnen oplossen.
Na een klein begin lukt het Tom Poes, Heer Bommel en Wammes Waggel om de hele massa klonters met behulp van een brandspuit te verdrijven. De grote klonterberg gaat hierna weer naar de werkplaats van professor Sickbock, die geen andere mogelijkheid ziet dan zijn eigen maaksels te vernietigen.
Joost maakt het afsluitend maal voor Heer Bommel, Tom Poes, Dickerdack, Bulle Bas en Wammes Waggel. De burgemeester wil nog steeds wat graag dom werk aan klonters overlaten. Bulle Bas was het domino spelen toch al zat, maar Wammes Waggel vindt natspuiten eniger. Tom Poes blijft toch de klonters een gevaar vinden zolang we niet weten wat menswaardig is. Heer Bommel is het daarmee oneens. Hij weet precies wat menswaardig is.
Het is niets waard als men geen heer is, als iemand begrijpt wat ik bedoel.

## Voetnoot
1. ↑  De professor noemt hen een "genus surrogatus”